# 原智恵子
原 智恵子（はら ちえこ、1914年12月25日 - 2001年12月9日）はヨーロッパを中心に活躍した、日本人のクラシック音楽のピアニスト。1937年ショパン国際ピアノコンクールの日本人初出場者である。

## 人物
夫はチェリストのガスパール・カサド。チエコ・ハラ・カサド（Chieko Hara Cassado）と表記される場合もある。ヨーロッパでは知名度が高かったものの、『原智恵子 伝説のピアニスト』が発売されるまで、日本人のほとんどが彼女の名前を記憶していなかった。スペイン出身のピアニストアリシア・デ・ラローチャは「演奏は技術的にも音楽的にも素晴らしいものです。パリでラザール・レヴィの教えを受けた彼女は偉大なピアニストでした」と述べている。

## 略歴
- 兵庫県神戸市須磨出身。父の原粂太郎はハーバード大学に学んだ川崎造船所の技師長で、有島武郎・有島生馬兄弟の友人。
- 7歳の時からスペインのピアニストのペドロ・ビリャベルデ（Pedro Villaverde）にピアノを習う。ビリャベルデに連れられてミッシャ・レヴィツキやシャルル・ミュンシュなどの来日公演に接する。
- 須磨小学校4年のときに一家で上京。洗足に育つ。聖心系のインターナショナルスクールで2年間学ぶ。
- 有島生馬の仲介で原家を訪れた野村光一・堀内敬三・伊庭孝・津川主一などの音楽評論家が智恵子のピアノの才能に注目。
- 1928年、13歳の時、フランスのピアニストのアンリ・ジル＝マルシェ（Henri Gil-Marchex, 1894-1970）から勧めを受けた父の決断により、有島生馬に随行して渡仏。最初はジル＝マルシェの個人指導を受けたが合わないものを感じ、やがて銀行家のシャトネ家に預けられ、そこの一人娘からピアノの指導を受けるようになる。
- 1930年からインド学者シルヴァン・レヴィの紹介でラザール・レヴィに師事、同年、パリ国立音楽院入学。
- 1932年、日本人で初めてパリ国立音楽院を最優秀で卒業。同年10月に一時帰国。1933年2月9日、日比谷公会堂で初の独奏会を開き、新聞各紙に大きく取り上げられる。
- 1933年12月、来日中のフランス前文部大臣アンドレ・オノラから才能を認められ、フランス政府の給費生として再びパリに留学。
- 1937年、第3回ショパン国際ピアノコンクールに甲斐美和子と共に日本人として初参加[2][3]。審査の結果は「Distinctions」となった。この結果に聴衆が憤慨。会場は警官隊が出動するほどの大騒ぎとなり、特例として、彼女に「特別聴衆賞」を贈ることでようやく事態が収まった。聴衆賞の後だし授与はコンクールの全歴史の中、この一回しかない。このころ、留学仲間の池内友次郎から求婚されたが、これを拒絶している。
- 1938年9月3日、一時帰国し国内を演奏旅行で凱旋。
  - 11月25日、留学仲間の川添浩史（本名・川添紫郎、後藤象二郎の庶孫。のちのイタリアンレストラン「キャンティ」創業者）と結婚。当時、川添は定職を持たなかった。
  - 12月に渡欧の予定だったが、翌年1月に延期。
- 1940年、世界情勢悪化のため、やむを得ず帰国。
- 1941年、長男・象郎を出産。
- 1943年、次男・光郎（のちのキャンティ2代目オーナー）を出産。
- 戦中戦後を通じ国内で演奏活動を展開。
- 夫の川添が岩元梶子と愛人関係になる。このため川添から離婚を迫られたが、1958年12月3日、川添との離婚が成立しないままイタリアに行き、フィレンツェでチェロの巨匠ガスパール・カサドと同棲。
- 1959年4月26日、カサドとの婚約を発表。まもなく川添と離婚。1959年5月9日、カサドと再婚し、イタリアに定住することを決める。このとき、二人の子供には予め「演奏旅行に行く」としか伝えていなかったため、「子供を捨てた母親」として日本でスキャンダルとなった[4]。以後、ヨーロッパを中心にデュオ・カサドとして、またソリストとして活動した。
- 1966年カサドと死別。以後、日本でカムバックを図るが失敗し、楽壇で孤立し、アルコールに溺れたこともある[5]。
- 1969年からフィレンツェで「カサド国際チェロ・コンクール」を主催、通算10回（1990年まで）開催。
- 1984年2月16日、自らの不注意から東京で自動車にはねられ負傷。手に後遺症が残る。以後、字を書きにくくなるなどの症状に悩むようになる。
- 1990年、体調を崩し日本へ帰国、そのまま療養生活に入る。
- 1997年、カサドの楽譜資料（シューベルトのアルペジオーネソナタの管弦楽編曲版などを含む）および自身愛用のピアノやチェンバロを玉川大学に寄贈。同大学ではその際に記念コンサートを催したものの、その後楽譜資料整理は中断。
- 晩年は脳血栓の後遺症で言語障害となる。2001年12月9日夜、老衰のため東京都青梅市の病院で死去。葬儀の喪主は前夫との子・川添光郎が務めた。
- 2004年、前述の玉川大学への寄贈品に含まれなかった遺品の中からバッハの「結婚カンタータBWV216」の手稿譜が発見され、国立音楽大学教授礒山雅らの鑑定により本物と確認される[6]。
- 2012年、玉川大学は「ガスパール・カサド及び原智恵子関係資料整理・調査プロジェクト」を発足させ、目録公開に向けて整理調査を再開。
- 2016年、玉川大学教育博物館は、寄贈資料の目録公開記念と銘打った企画展を開催。会期中に記念演奏会と記念シンポジウムも開催[7]。

## 家族・親族
- 父・粂太郎
- 先夫・川添浩史
  - 1913年（大正2年）2月17日 - 1970年（昭和45年）1月10日
- 後夫・ガスパール・カサド
  - 1897年（明治30年）9月30日 - 1966年（昭和41年）12月24日
- 長男・川添象郎
  - 1941年（昭和16年）1月27日 - 2024年（令和6年）9月8日
- 二男・川添光郎
  - 1943年（昭和18年） - 2010年（平成22年）2月

## 評伝文献
- 石川康子『原智恵子 伝説のピアニスト』（ベストセラーズ ベスト新書、2001年11月）ISBN 4584120307
- 板倉加奈子『原智恵子の思い出』（春秋社、2005年6月）ISBN 439393492X
- 中井正子『パリの香り、夢みるピアノ パリ音楽院と原智恵子に学んで』（山本美芽構成、ハンナ、2003年4月）ISBN 488364166X
- 寺崎太二郎『原智恵子』（冬花社、2021年、改訂版2024年）ISBN 4908004536